# 長根浦貝塚
長根浦貝塚（ながねうらかいづか）は、宮城県登米市豊里町にある縄文時代の貝塚。
座標: 北緯38度35分40秒 東経141度15分31.8秒 / 北緯38.59444度 東経141.258833度

## 概要
個人住宅新築工事の際に縄文早期の貝塚跡と人骨が発掘された。1977年（昭和52年）3月20日、豊里町（現在の登米市）の史跡に指定されている。

## 出土品
縄文土器、土師器、須恵器、人骨

## 所在地
- 〒987-0358　宮城県登米市豊里町長根浦

## アクセス
- JR東日本陸前豊里駅から車で5分[1]
- 三陸沿岸道路桃生豊里インターチェンジから車で7分